# رشته‌کوه کاچکار
رشته‌کوه کاچکار (ارمنی: Խաչքար Լեռները; ترکی استانبولی: Kaçkar Dağları) که با نام کاچکارها (ترکی استانبولی: Kaçkarlar) نیز شناخته می‌شود نام رشته‌کوهی در شرق ترکیه است که در جنوب دریای سیاه قرار دارد.رشته کوه کاچکار بخشی از کوه‌های پونتیک بشمار می رود.
مرتفعترین قله آن کاچکار داغی با ارتفاع ۳٬۹۳۷ متر (۱۲٬۹۱۷ فوت) است. کاچکارها یک یخچال طبیعی هستند که شباهت‌هایی به آلپ دارند.
کوه‌های کاچکار از غرب با رود فیرتینا و از شرق با رود همسین احاطه شده‌اند. در اطراف این دو رود گونه‌های گیاهی زیادی وجود دارند به همین دلیل جانوری متنوعی همچون گوزن‌های کوچک، گراز وحشی، سمور، شغال، کاکم، خرگوش، راسو، پستاندارن، جانوران شکاری، پرندگان نغمه سرا و خروس وحشی دیده می‌شوند.کوهستان کاچکار در سال ۱۹۹۴ به‌عنوان پارک ملی معرفی شد.حدود 1000 کیلومتر در امتداد دریای سیاه امتداد دارد و با زنجیره های موازی متعدد خود که تا 200 کیلومتر در داخل زمین می رسد، متعلق به کوهزایی آلپ است، یعنی همزمان با رشته کوه های آلپ توسعه یافته است.

کوکورت تپه ( 3348 متر)، دمیرکاپی تپه (3376 متر)از قله های کاچار می باشند.
- درختان کاج گونه ی گیاهی غالب در کاچکار در استان آرتوین
- رشته کوه کاچکار